# Uomini in nero (ufologia)

Caricatura di un uomo in nero

La locuzione uomini in nero (in lingua inglese men in black, in acronimo MIB, così definiti perché vestiti interamente di nero) nell'ambito della teoria del complotto sugli UFO identificherebbe supposti agenti del governo degli Stati Uniti d'America incaricati di intimidire o ridurre al silenzio i testimoni di avvistamenti di oggetti volanti non identificati. A volte vengono rappresentati essi stessi come alieni.
Alcuni ricercatori hanno rilevato alcune somiglianze tra questi racconti e quelli a sfondo demoniaco.

## Storia
Probabilmente la prima narrazione in cui compare la figura dei MIB è il breve resoconto risalente al 21 giugno 1947 in occasione del cosiddetto incidente di Maury Island. Quel giorno, il pescatore Harold Dahl disse di aver avvistato sei dischi volanti nei pressi di Maury Island (si tratta di una penisola di Vashon Island, nello stretto di Puget, vicino Tacoma, Washington). Sull'imbarcazione c'erano Dahl, suo figlio, altri due uomini, e un cane. Dahl scattò qualche fotografia di tali oggetti, aggiungendo che da uno di essi erano cadute delle scorie sulla sua imbarcazione, che avevano ucciso il suo cane e ferito suo figlio.
Dahl ha poi raccontato che il giorno seguente un uomo si presentò a casa sua, invitandolo a fare colazione insieme nelle vicinanze. Dahl accettò l'invito. Egli descrisse l'uomo come imponente: alto e muscoloso, con indosso un completo nero. L'uomo guidava una Buick del 1947, e Dahl immaginò che si trattasse di un agente del governo o dell'esercito.
Dopo la colazione, l'uomo gli raccontò tutti i dettagli dell'avvistamento, nonostante Dahl non ne avesse fatto alcuna pubblicità. Inoltre, l'uomo diede a Dahl un avvertimento generico, che Dahl interpretò come minaccia, circa il fatto che la sua famiglia sarebbe stata messa in pericolo se Dahl avesse rivelato a qualcuno quanto aveva visto.
Le affermazioni di Dahl sono state messe in discussione: egli stesso dichiarò in seguito che si era trattato di uno scherzo, ma nei sostenitori delle teorie del complotto permane il dubbio che l'abbia fatto per evitare ritorsioni nei confronti dei suoi familiari.
Albert K. Bender ha indagato sulla storia di Dahl nella sua rivista Space Review. Nel 1953, Bender dichiarò di essere stato visitato da tre Men in Black e messo in guardia dal continuare le sue ricerche sugli UFO. Il racconto di Bender è stato poi reso celebre dal libro di Gray Barker del 1956, They Knew Too Much About Flying Saucers ("Sapevano troppo sui dischi volanti").
Il termine Men in Black, abbreviato nell'acronimo MIB, è stato successivamente reso popolare da John Keel con un articolo pubblicato nel 1967 sulla rivista di avventure Saga.

## Il ruolo e la funzione
Esistono alcune varianti, ma generalmente in questi racconti accadeva, in seguito a presunti avvistamenti di UFO che non fossero palesemente inconsistenti, che al testimone venissero a far visita uno o più uomini, spesso in completo nero con camicia bianca e occhiali scuri. Gli uomini lasciavano trasparire - ovvero era il testimone ad intenderlo - di essere agenti del governo, spesso esibendo tessere identificative e chiedendo al testimone di raccontare la sua storia, o di mostrare le prove fotografiche o di fatto dell'evento segnalato. In caso di rifiuto da parte del testimone di riportare il racconto o di prestar fede alle loro credenziali, gli agenti in maniera più o meno sottile arrivavano a minacciare l'incolumità fisica del testimone o della sua famiglia.
Nonostante non sia stato mai accertato se queste minacce siano poi state condotte ad effetto, i testimoni resistenti hanno in seguito raccontato di aver comunque subito dei maltrattamenti da parte degli "agenti". Alcune abitazioni sono state saccheggiate e ad altre è stato dato fuoco, presumibilmente nel tentativo di distruggere prove o di ridurre al silenzio il testimone.
In questi racconti gli agenti guidavano spesso ampie automobili nere dell'ultimo modello, generalmente delle Cadillac; raramente sono stati visti spostarsi in elicotteri neri.

## Il dibattito ufologico
Nell'ambito delle teorie del complotto ufologiche queste figure sono al centro di ampie discussioni. Lo zoccolo duro dei sostenitori della teoria del complotto degli UFO crede che il loro modo di fare ed il loro abbigliamento inusuali sia attribuibile al fatto che si tratti di alieni, il cui lavoro consiste nell'eliminare ogni prova della presenza aliena sulla Terra. Tali individui avrebbero occhi a mandorla e colorito olivastro. Secondo la classificazione dell'ufologo Brad Steiger, tale razza aliena appartiene al tipo Beta 2 e sarebbe avversaria dei cosiddetti alieni nordici. Secondo altri ufologi sostenitori dell'ipotesi parafisica sugli UFO, gli uomini in nero non sarebbero extraterrestri, ma proverrebbero da una dimensione parallela; John Keel li ha messi addirittura in relazione con il mondo demoniaco. Alcuni ex collaboratori di Albert Bender hanno invece ipotizzato che questi personaggi siano terrestri, ma al servizio di un potere mondiale occulto non ufficiale o addirittura di un'antica e misteriosa civiltà nascosta nell'Himalaia o nell'Asia centrale.
Altri sostenitori della teoria del complotto degli UFO ipotizzano invece che si tratti di agenti governativi sotto mentite spoglie, le cui stranezze sarebbero intenzionalmente ostentate nel tentativo di aggiungere ulteriori stranezze ai già strani racconti sugli UFO, gettando così discredito sulle testimonianze e sui testimoni. Secondo gli ufologi Michael Swords e William Moore, dietro il fenomeno ci sarebbe qualcosa di vero. Inizialmente vi sarebbero stati agenti dei servizi segreti e del FBI, che avrebbero avvicinato ufologi come Bender e Gray per cercare di scoraggiare l’attività delle associazioni ufologiche private come raccomandato dalla Commissione Robertson; successivamente sarebbe stata la volta di agenti di una speciale unità dell’USAF chiamata Air Force Special Activities Center (AFSAC), incaricata anche di svolgere indagini sugli UFO. Secondo Moore, gli uomini dell’AFSAC non avrebbero dato origine alla leggenda degli uomini in nero ma l’avrebbero sfruttata come copertura, per raccogliere informazioni sugli UFO dai testimoni senza fare risultare il loro coinvolgimento.
Altri fanno invece osservare che solo pochi episodi di incontri con MIB sono stati indagati in modo approfondito. In diversi casi si è potuto accertare che i testimoni avevano enfatizzato troppo le figure di investigatori ufficiali (agenti di polizia o militari in borghese), mentre in altri casi è stato accertato che si trattava di impostori: nel 1967 il portavoce del Pentagono per il Progetto Blue Book rese noto che alcune persone si erano presentate a testimoni di avvistamenti di UFO spacciandosi per ufficiali dell’USAF o funzionari governativi.

## Folclore
Lo studioso statunitense di folclore Peter Rojcewicz ha trovato numerose analogie tra i racconti sugli uomini in nero e le leggende medievali sul diavolo. Anche lo studioso James Lewis ha trovato simili analogie e ritiene che sia gli incontri con gli uomini in nero che quelli con il diavolo possano essere considerati come una specie di “dramma psicologico”.

## Influenza culturale
- Gli uomini in nero erano personaggi presenti nello sceneggiato italiano Extra diretto da Daniele D'Anza e con Vittorio Mezzogiorno, trasmesso da Rai Uno nel 1976.
- Gli Uomini in Nero sono tra i principali avversari di Martin Mystère, il detective dell'impossibile, serie a fumetti italiana di Alfredo Castelli, fin dal primo episodio (1982), che è a loro intitolato. Nella serie i MIB non sono agenti governativi ma appartengono ad un'organizzazione segreta creata 10.000 anni fa con lo scopo di nascondere la verità sulla fine della civiltà, avvenuta a seguito della guerra fratricida tra i continenti di Atlantide e Mu.
- La popolarità della teoria dei Men in Black negli anni novanta ha ispirato una serie a fumetti, The Men in Black, scritta da Lowell Cunningham. Questi personaggi sono stati portati poi sul grande schermo dal film di successo del 1997 Men in Black con Will Smith e Tommy Lee Jones, e dai sequel Men in Black II,  Men in Black 3 e Men in Black: International nonché, in televisione, da un cartone animato per bambini. In questo racconto i Men in Black non costringono i testimoni di avvistamenti UFO a tacere minacciandoli, ma sono degli agenti segreti che controllano l'attività aliena sulla Terra, ed eventualmente proteggono il pianeta dall'attacco di extraterrestri pronti a invaderlo. Inoltre usano un congegno chiamato neuralizzatore, che serve a cancellare dalla mente dei testimoni oculari il ricordo di essere stati spettatori di una situazione con protagonisti degli alieni.
- Men and Women in Black sono anche personaggi del gioco per computer Deus Ex.
- Nella trilogia di Matrix gli Agenti della "Matrice" sono vestiti ed agiscono come uomini in nero.
- Il racconto Angel Down, Sussex di Kim Newman racconta di un tipico sequestro alieno avvenuto nell'Inghilterra dell'età edoardiana, nella cui ambientazione giocano un ruolo di spicco i "becchini con gli occhiali scuri".
- Due Men in Black (interpretati da Jesse Ventura e Alex Trebek) sono presenti nella terza stagione della serie TV X-Files (il titolo dell'episodio è Jose Chung's "From Outer Space").
- Gli spazzini del Centro nel telefilm Jarod il camaleonte hanno molte caratteristiche in comune con gli uomini in nero.
- Per ammissione dello stesso Dan Aykroyd il look dei Blues Brothers, oltre che a quello dei primi bluesmen, si rifà ai Men in Black.
- In Lilo & Stitch Cobra Bubbles si rifà, confermando poi di conoscere gli alieni, alla figura dei Men in Black.
- Nella serie X-COM (più precisamente in X-COM: Enemy Within) i MiB ispirano l'agenzia segreta EXALT che si occupa, al contrario della "realtà", dell'integrazione di materiali alieni negli umani.
- Nella serie TV Fringe gli osservatori rappresentano la figura dei MiB.
- Nell'episodio Sogno o Realtà? della terza stagione della serie TV Piccoli brividi, ispirato al romanzo Incubo al risveglio della stessa serie scritta da R. L. Stine, i due agenti della Polizia della Realtà, Bruce e Wayne, sono vestiti come due Men in Black.